# Jaga Jazzist
Jaga Jazzist — норвежский музыкальный коллектив из восьми музыкантов, играющий электронно-экспериментальный ню-джаз, организованный в 1994 братьями Ларсом и Мартином Хорнтвитами (Lars, Martin Horntveth), пишущими большую часть музыкального материала, играющими также в норвежской рок-группе The National Bank.

## Состав
- Ларс Хорнтвит (Lars Horntveth) — тенор-саксофон, баритон-саксофон, сопрано-саксофон, кларнет, бас-кларнет, флейта, гитара, фортепиано, клавишные, программирование, лэп-стил гитара (1994 – наст. время)
- Мартин Хорнтвит (Martin Horntveth) — перкуссия, ударные, программирование (1994 – наст. время)
- Лине Хорнтвит (Line Horntveth) — туба, флейта, перкуссия, вокал (1994 – наст. время)
- Андреас Мйос (Andreas Mjøs) — гитара, перкуссия, колокольчики, маримба, вибрафон (1994 – наст. время)
- Эвен Орместад (Even Ormestad) — бас, перкуссия, колокольчики, клавишные (1995 – наст. время)
- Эрик Йоханессен (Erik Johannessen) — тромбон, марксофон, перкуссия (2005 – наст. время)
- Ойстайн Моен (Øystein Moen) – клавишные, перкуссия (2008 – наст. время)
- Маркус Форсгрен (Marcus Forsgren) – гитара, эффекты (2009 – наст. время)

## Дискография

### Альбомы
- Jævla Jazzist Grete Stitz (Thug Records, 1996)
- A Livingroom Hush (Ninja Tune, 2002)
- The Stix (Ninja Tune, 2003)
- What We Must (Ninja Tune, 2005)
- One-Armed Bandit (Ninja Tune, 2010)
- Live with Britten Sinfonia (Ninja Tune, 06.05.2013)
- Starfire (Ninja Tune, 2015)
- Pyramid (Brainfeeder, 2020)

### EP, Синглы
- Jaga Jazzist Magazine EP (EP, 1998)
- Airborne/Going down EP (EP, 2001)
- Going Down (Сингл, 2001)
- Days (Сингл, 2002)
- Animal Chin (EP, 2003)
- Motorpsycho + Jaga Jazzist Horns In the fishtank (EP, 2003)
- Magazine (EP, 2004)
- One-Armed Bandit (Сингл, 23.11.2009)
- Bananfluer Overalt (Сингл, 12.07.2010)

## Интернет-ресурсы
Официальный сайт Jaga Jazzist